# KTS (Freiburg im Breisgau)

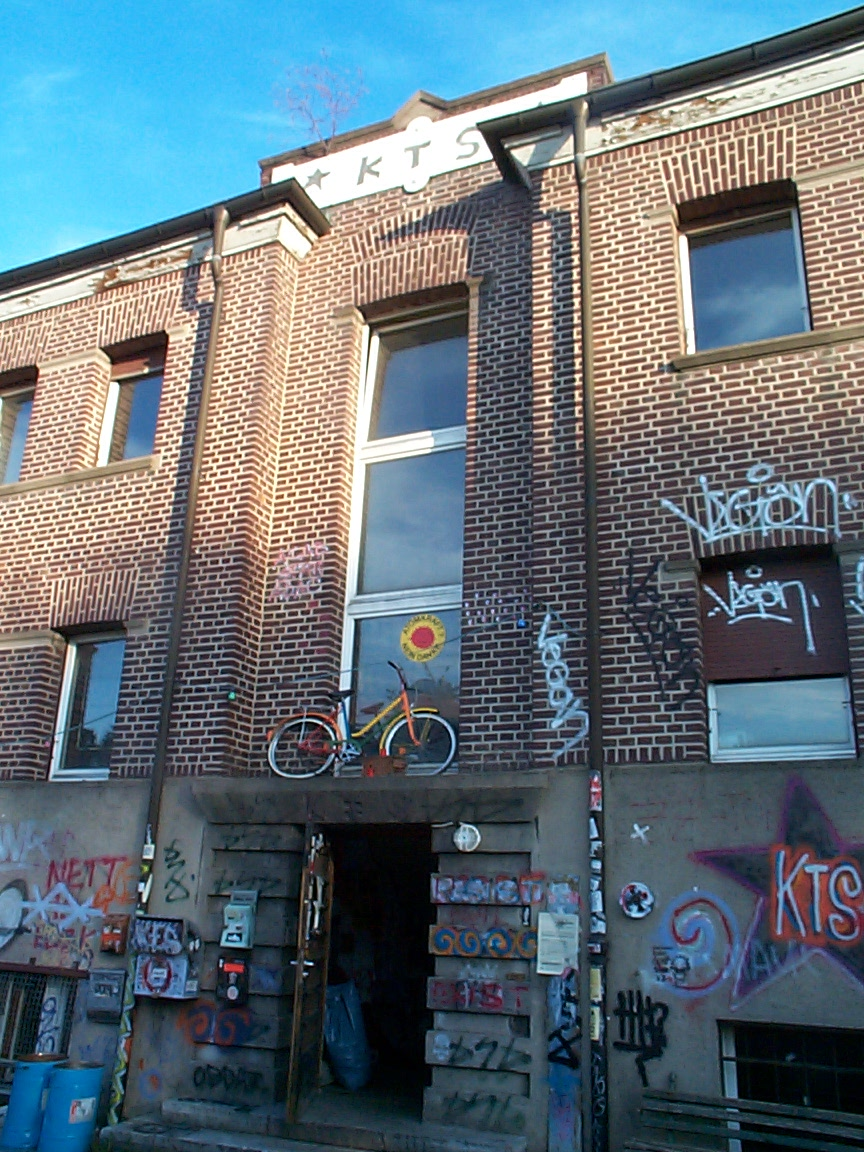
Eingang der KTS Freiburg im Oktober 2003

Das Autonome Zentrum KTS ist eine Institution der Autonomen Szene im Stadtteil Wiehre in Freiburg im Breisgau.

## Geschichte
Die KTS entstand im Jahr 1994 in einem besetzten Haus der aufgelassenen Vauban-Kaserne. Die Vauban-Kaserne wurde 1938 als Schlageter-Kaserne errichtet und 1945 von der französischen Armee übernommen. Hier entstand der heutige Stadtteil Vauban.
Nachdem es seit den Hausbesetzungen der 1980er-Jahre eher ruhig um die Freiburger autonome Szene geworden war, erlebte sie durch den Bau des Konzerthauses Freiburg (des 1996 eröffneten städtischen Kongress- und Veranstaltungszentrums) eine gewisse Renaissance. Dieses Großprojekt war in der Bürgerschaft ob seiner Kosten umstritten, und insbesondere alternative Kulturprojekte fürchteten wegen der Bau- und Unterhaltungskosten Nachteile im Wettbewerb um städtische Mittel. Das Konzerthaus avancierte in der alternativen Szene zu einem Symbol kommerzialisierter Mainstream-Kultur.
Dementgegen verstand sich die KTS mit ihrem Programm an Independent-Konzerten, politischen Diskussionsrunden, Volxküche, Infoladen und Umsonstladen als ein alternativer Gegenpol.
Der Name „KTS“ steht für „Kulturtreff in Selbstverwaltung“ und wurde in Anlehnung an den provisorischen Namen „Konzert- und Tagungsstätte“ des Konzerthauses während der Planungsphase gewählt.
Nachdem das ursprüngliche Domizil auf dem Vauban-Gelände durch die Stadt geräumt worden war, fand die KTS im Jahr 1998 in einem von der Stadt angemieteten leerstehenden Bahngebäude eine neue Unterkunft. Als der Mietvertrag im Jahr 2004 seitens der Deutschen Bahn wegen Beeinträchtigungen des Bahnbetriebs gekündigt wurde, war das weitere Schicksal der KTS über Monate ungewiss. 2005 wurde nach langen Verhandlungen zwischen Bahn, Stadt Freiburg und dem Förderverein Subkultur e.V. ein Kompromiss gefunden und der Weiterbestand bis Ende 2007 gesichert. Im Januar 2008 wurde ein neuer, diesmal unbefristeter Vertrag unterschrieben.
Im Zuge des Verbots der linksradikalen Internet-Plattform linksunten.indymedia.org durchsuchte die baden-württembergische Polizei am 25. August 2017 das KTS nach Material des fortan verbotenen "Vereins". In der KTS wurden durch das LKA Baden-Württemberg Schlagstöcke, Elektroschocker, Zwillen und Butterflymesser; keine Schusswaffen sichergestellt. Der Besitz der meisten der gefundenen Waffen ist nicht strafbar. Zwar wurden die beschlagnahmten Gegenstände bei der Aktions-Präsentation des Bundesinnenministeriums vorgeführt und in Zusammenhang mit linksunten.indymedia gebracht, im Nachgang war jedoch unklar, wo die Waffen gefunden wurden und ob ein Zusammenhang besteht. Auf eine spätere Nachfrage der tageszeitung teilte das Ministerium schließlich mit: „Die Waffenfunde sind Zufallsfunde, die eine nachgeordnete Rolle spielen und deren Bewertung nun Sache der Strafverfolgungsbehörden ist.“ Neben Technik wurden in den durchsuchten Wohnungen und in der KTS große Geldbeträge beschlagnahmt. Gegen die Maßnahmen wurden rechtliche Schritte eingeleitet. Bundesweit und auch international gab es Solidaritätsbekundungen mit den von der staatlichen Repression betroffenen Menschen und Projekten.
Die KTS wird nach Presserecherchen vom September 2017 mit 282.000 Euro im Jahr von der Stadt Freiburg gefördert.
Im Verfassungsschutzbericht Baden-Württemberg 2018 wird die KTS als zentrale Anlaufstelle der „Autonomen Antifa Freiburg“ genannt, die durch das Landesamt für Verfassungsschutz als gewaltbereite linksextremistische Gruppierung eingestuft und beobachtet wird.